# Jesús Castro Marte
Jesús Castro Marte (San Antonio de Guerra, Provincia Santo Domingo, 18 de marzo de 1966) es un obispo católico dominicano. Actualmente es obispo de la Diócesis de Nuestra Señora de la Altagracia en Higüey.

## Biografía

### Formación
Nació en el municipio de San Antonio de Guerra, Provincia Santo Domingo, el 18 de marzo del 1966. 
Realizó sus estudios primarios en la Escuela Leonor M. Félix en su comunidad natal de 1981 a 1984 , continuándolos a nivel secundario en el Colegio Quisqueya de la ciudad de Santo Domingo, desde el Seminario Menor. Luego pasó al Seminario Pontificio Santo Tomás de Aquino donde realizó sus estudios filosóficos y teológicos.
Es licenciado en Filosofía por la Pontificia Universidad Católica Madre y Maestra (1991), Licenciado en Ciencias Religiosas por el Seminario Pontificio Santo Tomás de Aquino (1995). Entre 2004 y 2006, realizó un curso de actualización en Bioética, en el Ateneo Pontificio Regina Apostolorum.
Otros estudios que ha realizado: 
- Maestría en Tecnología Educativa en la Pontificia Universidad Católica Madre y Maestra, 2009.
- Especialidad en Historia del Caribe, Universidad de Puerto Rico 2010
- Maestría en Historia Aplicada a la Educación, Pontificia Universidad Católica Madre y Maestra, 2010.
- Maestría en Gestión Universitaria en la Universidad de Alcalá, España 2014.
- Master Internacional en Bioética, de la Fundación Jérôme Lejeune, España en 2017.
- Diplomado en la formación de los sacerdotes, Celam

### Sacerdocio
- Vicario de las Parroquias San Antonio de Padua y Santa Lucia Mártir, La Victoria 1995.
- Párroco de las Parroquias: San Antonio de Padua y Santa Lucia Mártir, 1997-2001.
- Arcipreste de la Zona Pastoral de Villa Mella y Sábana Perdida, 1997-2001.
- Párroco de las Parroquias: San José, Cristo Rey del Universo y Madre de Dios, en la Zona de Yamasá, Monte Plata, 2001-2004.
- Vicario episcopal del Clero de la Arquidiócesis de Santo Domingo, 2008-2012.
- Párroco de San Ignacio de Loyola, Santo Domingo, 2009-2010.
- Vicerrector Académico del Seminario Pontificio Santo Tomás de Aquino, 2011-2013.
- Director de la Escuela de Diáconos Permanentes
- Rector de la Universidad Católica Santo Domingo 2013/2020.

## Episcopado

### Obispo auxiliar de Santo Domingo
El 1 de julio de 2017 fue nombrado obispo auxiliar de la arquidiócesis de Santo Domingo por el papa Francisco. Recibió la ordenación en el Centro de Convenciones de Sans Souci de Santo Domingo Este, el 26 de agosto de 2017 de manos de Mons. Francisco Ozoria Acosta, Arzobispo de Santo Domingo.

### Obispo de Ntra. Sra. de la Altagracia en Higüey
El 30 de mayo de 2020 fue nombrado obispo de la Diócesis de Nuestra Señora de la Altagracia en Higüey por el papa Francisco. Tomó posesión canónica de la diócesis el 28 de julio de 2020 en la Basílica de Higüey.